# Ân Phong
Ân Phong là một xã cũ thuộc huyện Hoài Ân, tỉnh Bình Định, Việt Nam.
Xã Ân Phong có diện tích 30,96 km², dân số năm 1999 là 7121 người, mật độ dân số đạt 230 người/km².

## Hành chính
Xã Ân Phong được chia thành 6 thôn: An Chiểu, An Đôn, An Hậu, An Hòa, An Thiện, Linh Chiểu.
Từ ngày 12 tháng 6 năm 2025, theo Nghị quyết số 1664/NQ-UBTVQH15, sáp nhập tỉnh Bình Định vào tỉnh Gia Lai. Giải thể huyện Hoài Ân, 4 xã của huyện là Ân Phong, Ân Đức, Ân Tường Đông và  thị trấn Tăng Bạt Hổ sẽ hợp nhất thành xã Hoài Ân, với trụ sở đặt tại Tăng Bạt Hổ.